# Parantica clinias
Parantica clinias је врста лептира из породице шаренаца (лат. Nymphalidae).

## Распрострањење
Папуа Нова Гвинеја је једино познато природно станиште врсте.

## Станиште
Врста Parantica clinias има станиште на копну.

## Угроженост
Ова врста се сматра рањивом у погледу угрожености врсте од изумирања.